# Overboard – Ein Goldfisch fällt ins Wasser
Overboard – Ein Goldfisch fällt ins Wasser (Originaltitel: Overboard) ist eine US-amerikanische Filmkomödie aus dem Jahr 1987. Der Regisseur war Garry Marshall, das Drehbuch schrieb Leslie Dixon. Die Hauptrollen spielten Goldie Hawn und Kurt Russell.

## Handlung
Die zickige Multimillionärin Joanna Stayton lebt ein sinnentleertes Leben an der Seite ihres lieblosen Ehemanns und wird zusätzlich noch von ihrer dekadent-snobistischen Mutter überwacht. Um Langeweile und Sinnlosigkeit für einen Moment zu überwinden, beauftragt sie den Tischler Dean Proffitt, einen Schrank in ihrem Luxusboot umzubauen. Anschließend weigert sie sich aber, Dean zu bezahlen, da er ihrer Meinung nach das falsche Holz benutzt hat.
Kurz darauf ereignet sich ein Unfall: Joanna fällt über Bord ihrer Yacht und verliert ihr Gedächtnis. Dean sieht im Fernsehen, dass Joannas Mann so tut, als kenne er diese Frau nicht. Dean meldet sich, weil er sie im Gegenzug seiner nicht erfolgten Bezahlung einen Monat lang für sich arbeiten lassen will. Außerdem braucht der alleinerziehende Vater von vier Söhnen dringend ein Kindermädchen. Dean behauptet, die Frau ohne Gedächtnis heiße Annie und sei seine Ehefrau und die Mutter seiner vier Söhne. Er kann dies zwar nicht beweisen, die Ärzte im Krankenhaus sind jedoch von Joannas Verhalten so genervt, dass sie keine weiteren Fragen stellen. Joanna zieht daraufhin zu Dean, führt seinen Haushalt und erzieht seine Söhne. In dieser Rolle wird sie – nach einigen Startschwierigkeiten – immer besser und Dean verliebt sich in sie. Auch Joanna lebt in der Familie auf, in der sie gebraucht wird und viele Dinge bewegen kann. Mit ihrer Hilfe gelingt Dean die Finanzierung einer eigenen, mit seinem Freund geplanten Minigolf-Anlage. Sie flößt der Lehrerin der Jungen Respekt ein und die Schulleistungen bessern sich; das zuvor vernachlässigte Haus macht bald einen deutlich gepflegteren Eindruck. Dean versucht ihr mehrmals die Wahrheit zu erzählen, dies gelingt ihm aber nicht; beim letzten Mal glaubt Joanna ihm nicht und die Söhne weigern sich, zuzugeben, dass sie nicht ihre Mutter ist. Auch sein bester Freund hält beharrlich an dem Schwindel fest; er überzeugt Dean, dass er und Joanna zusammengehören. Joannas Ehemann vergnügt sich derweil auf See mit jüngeren Frauen. 
Nachdem Joannas Mutter ihrem Schwiegersohn gedroht hat, ihm Privatsöldner zu schicken, falls ihre Tochter nicht wieder auftaucht, sucht dieser sie bei Dean auf; ihr Gedächtnis kehrt zurück und sie fährt mit ihm weg. Ihr Boot verlässt den Hafen, Joanna entscheidet sich an Bord aber, von der Gesellschaft ihrer Mutter und ihres Mannes angewidert, zu Dean zurückzukehren und wendet das Boot. Nachdem der Ehemann am Morgen den Kurswechsel feststellt, übernimmt er, nervlich instabiler werdend, das Kommando und wendet erneut das Schiff. 
Dean bittet einen befreundeten Offizier der Küstenwache, dem Boot zu folgen. Das Boot der Küstenwache wird kurz vor Erreichen des Luxusbootes zu einem Einsatz gerufen. Der verzweifelte Dean springt ins Wasser, was Joanna etwas später ebenfalls tut. Joannas Ehemann versucht auf sie zu schießen, wird aber im letzten Moment von Joannas treuem Butler Andrew ins Meer gestoßen. Noch im Meer küssen sich Dean und Joanna, und Dean zeigt sich beeindruckt davon, dass Joanna für ihn auf das luxuriöse Leben verzichten will. Joanna antwortet, sie müsse auf nichts verzichten, weil das gesamte Vermögen nicht ihrem Ehemann, sondern ihr gehöre. Ob ihres Reichtums verunsichert fragt Dean, ob er ihr irgendetwas geben könne, da sie doch alles besitze. Joanna antwortet, dass sie sich eine kleine Tochter wünsche.

## Synchronisation
| Rolle                         | Darsteller        | Synchronsprecher         |
| ----------------------------- | ----------------- | ------------------------ |
| Dean Proffitt                 | Kurt Russell      | Ulrich Gressieker        |
| Joanna Stayton/Annie Proffitt | Goldie Hawn       | Gudrun Vaupel            |
| Billy Pratt                   | Mike Hagerty      | Wolfgang Kühne           |
| Grant Stayton III             | Edward Herrmann   | Jürgen Thormann          |
| Edith Mintz                   | Katherine Helmond | Renate Danz              |
| Andrew (Butler)               | Roddy McDowall    | Norbert Gescher          |
| Adele Burbridge               | Doris Hess        | Edeltraut Elsner         |
| Dr. Korman                    | Henry Alan Miller | Friedrich Georg Beckhaus |
| Charlie Proffitt              | Jared Rushton     | Gerrit Schmidt-Foß       |
| Travis Proffitt               | Brian Price       | Tarek Helmy              |

## Kritiken
Roger Ebert bezeichnete die Komödie in der Chicago Sun-Times vom 16. Dezember 1987 als „warm“ und „amüsant“. Die Beziehung von Hawn und Russell im Film verglich er mit der Beziehung von Katharine Hepburn und Humphrey Bogart im Liebesfilm African Queen. Die Entwicklung der von Hawn gespielten Figur verglich er mit der Entwicklung ihrer Rolle in der Komödie Schütze Benjamin. Ebert lobte außerdem die Darstellungen von Edward Herrmann und Roddy McDowall sowie die Regie von Garry Marshall.
Rita Kempley schrieb hingegen in der Washington Post vom 16. Dezember 1987, dass sie sich nicht vorstellen könne, dass es einen schlechteren Film gebe, in dem es um das Thema Amnesie ginge. Sie bezeichnete die Komödie als „banal“, ihre Charaktere als „eindimensional“.
Das Lexikon des internationalen Films bezeichnet den Film als klischeereiche Komödie, die jedoch in der zweiten Hälfte an Originalität und Wärme gewinne.
Die Onlineausgabe der Fernsehzeitschrift prisma sieht eine durchschnittliche Geschichte durch gut agierenden Darsteller und flotte Inszenierung in ein Feuerwerk an Gags verwandelt.
Die Deutsche Film- und Medienbewertung (FBW) vergab das Prädikat wertvoll mit der Begründung:

„Er war sich einig, dass ‚Overboard‘ eine sehr gelungene Komödie ist. Geschickt manövriert der Film auf dem schmalen Grad [sic] zwischen Klamotte und Kitsch, Gefühl und Sentimentalität. Der Film bietet seinen Hauptdarstellern reichlich Gelegenheit, ihr komödiantisches Talent zu beweisen. Immer wieder wird man durch originelle Szenen überrascht, wie z.B. jene, in der die träumende Hauptdarstellerin Regen, der durch die Decke tropft, mit Erinnerungen aus ihrer durch einen Gedächtnisschwund entfallenen Vergangenheit kombiniert.“

## Auszeichnungen
Jamie Wild wurde für seine Rolle für den Filmpreis Young Artist Award 1989 nominiert, ebenso der Film als Beste Komödie.

## Sonstiges
- In den Vereinigten Staaten spielte der Film 26.713.187 US-Dollar ein.[7] In Deutschland (Kinostart: 21. April 1988) sahen ihn 347.862 Zuschauer.[8]
- Ursprünglich war der Film länger und um eine spezielle Beziehung zwischen der Mutter und den Kindern erweitert. Allerdings gefiel dem Studio die lockere Balance zwischen den Charakteren nicht, da sie einen erwachseneren Film haben wollten, weswegen sie Marshall zurück in den Schneideraum schickten, wo dieser den Film anschließend auf eine Stunde und 50 Minuten kürzte.[9]
- Eine Neuverfilmung unter dem Titel Overboard, mit Anna Faris, Eugenio Derbez sowie Eva Longoria in den Hauptrollen, startete am 14. Juni 2018 in den deutschen Kinos. Allerdings sind hier die weibliche und männliche Hauptrolle vertauscht.[10]